# Korea Południowa na Zimowych Igrzyskach Olimpijskich 1988
Koreę Południową na Zimowych Igrzyskach Olimpijskich 1988 reprezentowało 22 zawodników: osiemnastu mężczyzn i cztery kobiety. Był to dziesiąty start reprezentacji Korei Południowej na zimowych igrzyskach olimpijskich.

## Skład kadry

### Biathlon
Mężczyźni
| Zawodnik                                                  | Konkurencja         | czas biegu | Kary | Łączny czas | Pozycja |
| --------------------------------------------------------- | ------------------- | ---------- | ---- | ----------- | ------- |
| Hong Byung-sik                                            | Bieg na 20 km       | 1:06:03,2  | 8:00 | 1:14:03,2   | 62.     |
| Joo Young-dai                                             | Bieg na 20 km       | 1:06:27,5  | 8:00 | 1:14:27,5   | 63.     |
| Kim Yong-woon                                             | Bieg na 20 km       | 1:08:23,0  | 9:00 | 1:17:23,0   | 65.     |
| Shin Young-sun                                            | Bieg na 20 km       | 1:08:44,5  | 9:00 | 1:17:44,5   | 66.     |
| Shin Young-sun                                            | Bieg na 10 km       | 33:05,4    | 4    | 33:05,4     | 64.     |
| Joo Young-dai                                             | Bieg na 10 km       | 34:50,4    | 8    | 34:50,4     | 66.     |
| Kim Yong-woon                                             | Bieg na 10 km       | 35:18,6    | 7    | 35:18,6     | 67.     |
| Joung Young-suk                                           | Bieg na 10 km       | 35:31,3    | 6    | 35:31,3     | 69.     |
| Hong Byung-sik Joo Young-dai Kim Yong-woon Shin Young-sun | Sztafeta 4 × 7,5 km | 1:51:42,7  | 7    | 1:51:42,7   | 16.     |

### Biegi narciarskie
Mężczyźni
| Zawodnik                                            | Konkurencja        | czas               | Pozycja            |
| --------------------------------------------------- | ------------------ | ------------------ | ------------------ |
| Park Ki-ho                                          | Bieg na 15 km      | 47:44,3            | 54.                |
| Jun Jeung-hae                                       | Bieg na 15 km      | 48:22,3            | 59.                |
| Hong Kun-pyo                                        | Bieg na 15 km      | 50:21,4            | 71.                |
| Cho Sung-hoon                                       | Bieg na 15 km      | 51:31,1            | 75.                |
| Park Ki-ho                                          | Bieg na 30 km      | 1:36:43,9          | 55.                |
| Jun Jeung-hae                                       | Bieg na 30 km      | 1:38:05,3          | 60.                |
| Hong Kun-pyo                                        | Bieg na 30 km      | 1:43:26,4          | 73.                |
| Cho Sung-hoon                                       | Bieg na 30 km      | 1:43:30,3          | 75.                |
| Jun Jeung-hae                                       | Bieg na 50 km      | 2:20:50,8          | 48.                |
| Park Ki-ho                                          | Bieg na 50 km      | 2:22:36,4          | 50.                |
| Hong Kun-pyo                                        | Bieg na 50 km      | 2:23:13,6          | 51.                |
| Park Byung-woo                                      | Bieg na 50 km      | Nie ukończył biegu | Nie ukończył biegu |
| Hong Kun-pyo Park Ki-ho Cho Sung-hoon Jun Jeung-hae | Sztafeta 4 × 10 km | 1:59:00,4          | 15.                |

### Łyżwiarstwo figurowe
| Zawodnik      | Konkurencja | Nota | Pozycja |
| ------------- | ----------- | ---- | ------- |
| Byun Sung-jin | Solistki    | 27,0 | 27.     |
| Jung Sung-il  | Soliści     | 45,0 | 22.     |

### Łyżwiarstwo szybkie
Mężczyźni
| Zawodnik      | Konkurencja   | Konkurencja   | Konkurencja    | Konkurencja    | Konkurencja    | Konkurencja    | Konkurencja    | Konkurencja    | Konkurencja      | Konkurencja      |
| Zawodnik      | Bieg na 500 m | Bieg na 500 m | Bieg na 1000 m | Bieg na 1000 m | Bieg na 1500 m | Bieg na 1500 m | Bieg na 5000 m | Bieg na 5000 m | Bieg na 10 000 m | Bieg na 10 000 m |
| Zawodnik      | Czas          | Miejsce       | Czas           | Miejsce        | Czas           | Miejsce        | Czas           | Miejsce        | Czas             | Miejsce          |
| ------------- | ------------- | ------------- | -------------- | -------------- | -------------- | -------------- | -------------- | -------------- | ---------------- | ---------------- |
| Bae Gi-tae    | 36,90         | 5.            | 1:14,36        | 9.             |                |                |                |                |                  |                  |
| Hwang Ik-hwan |               |               |                |                | 1:56,50        | 26.            | 7:10,65        | 36.            |                  |                  |
| Kim Gwan-gyu  |               |               |                |                | 1:56,85        | 29.            | 7:02,13        | 29.            | 14:34,65         | 22.              |

Kobiety
| Zawodnik      | Konkurencja   | Konkurencja   | Konkurencja    | Konkurencja    | Konkurencja    | Konkurencja    | Konkurencja    | Konkurencja    | Konkurencja    | Konkurencja    |
| Zawodnik      | Bieg na 500 m | Bieg na 500 m | Bieg na 1000 m | Bieg na 1000 m | Bieg na 1500 m | Bieg na 1500 m | Bieg na 3000 m | Bieg na 3000 m | Bieg na 5000 m | Bieg na 5000 m |
| Zawodnik      | Czas          | Miejsce       | Czas           | Miejsce        | Czas           | Miejsce        | Czas           | Miejsce        | Czas           | Miejsce        |
| ------------- | ------------- | ------------- | -------------- | -------------- | -------------- | -------------- | -------------- | -------------- | -------------- | -------------- |
| Yu Seon-hui   | 40,92         | 13.           | 1:22,35        | 17.            |                |                |                |                |                |                |
| Kim Young-ok  |               |               |                |                | 2:11,95        | 24.            | 4:30,60        | 22.            | 7:46,51        | 17.            |
| Choi Hye-sook |               |               |                |                | 2:12,96        | 26.            | 4:42,26        | 28.            |                |                |

### Narciarstwo alpejskie
Mężczyźni
| Zawodnik       | Konkurencja              | Konkurencja              | Konkurencja                 | Konkurencja                 | Konkurencja                 | Konkurencja                 | Konkurencja                 | Konkurencja                 | Konkurencja                 | Konkurencja                 |
| Zawodnik       | Supergigant              | Supergigant              | Slalom gigant               | Slalom gigant               | Slalom gigant               | Slalom gigant               | Slalom specjalny            | Slalom specjalny            | Slalom specjalny            | Slalom specjalny            |
| Zawodnik       | Czas                     | Pozycja                  | Czas 1. przejazdu           | Czas 2. przejazdu           | Czas łączny                 | Pozycje                     | Czas 1. przejazdu           | Czas 2. przejazdu           | Czas łączny                 | Pozycja                     |
| -------------- | ------------------------ | ------------------------ | --------------------------- | --------------------------- | --------------------------- | --------------------------- | --------------------------- | --------------------------- | --------------------------- | --------------------------- |
| Park Jae-hyuk  | 1:53,89                  | 40.                      | Nie ukończył 1-go przejazdu | Nie ukończył 1-go przejazdu | Nie ukończył 1-go przejazdu | Nie ukończył 1-go przejazdu | 1:05,90                     | 58,40                       | 2:04,30                     | 29.                         |
| Hur Seung-wook | 1:55,13                  | 41.                      | Nie ukończył 1-go przejazdu | Nie ukończył 1-go przejazdu | Nie ukończył 1-go przejazdu | Nie ukończył 1-go przejazdu | Nie ukończył 1-go przejazdu | Nie ukończył 1-go przejazdu | Nie ukończył 1-go przejazdu | Nie ukończył 1-go przejazdu |
| Nam Won-gi     | Nie ukończył konkurencji | Nie ukończył konkurencji | 1:17,06                     | 1:14,72                     | 2:31,78                     | 48.                         | 1:05,10                     | 59,19                       | 2:04,29                     | 28.                         |
| Kang Nak-youn  | Nie ukończył konkurencji | Nie ukończył konkurencji | 1:17,41                     | 1:15,77                     | 2:33,18                     | 51.                         | 1:04,20                     | 59,53                       | 2:03,73                     | 27.                         |